# Piera Martell
Piera Martell (Jona, 2 luglio 1947) è una cantante svizzera.
Ha partecipato all'Eurovision Song Contest 1974 con la canzone Mein Ruf nach dir classificandosi al quattordicesimo posto.
La Martell ha partecipato anche ad altre due selezioni per l'Eurofestival, nel 1977 con Aldo Rinaldo e nel 1978 con Hier, Pierre.

## Discografia (parziale)
- 1971 Die Sprache der Welt
- 1971 Nur ein Wort
- 1972 Ein neuer Tag beginnt
- 1972 Ich will mit dir gehen
- 1973 Ich kann diesen Weg auf einmal nicht mehr gehen
- 1974 Du hast mir die Liebe gegeben
- 1974 Mein Ruf nach Dir
- 1975 Drei rote Rosen
- 1975 Geh deinen Weg
- 1976 Ein neuer Tag
- 1976 Tanzen auf dem Regenbogen
- 1978 Exotica
- 1978 Freitag der 13.
- 2001 Frühling, Frühling